# Mikkel Duelund
Mikkel Duelund Poulsen (Aarhus, 29 de junio de 1997) es un futbolista danés. Juega de centrocampista y su equipo es el Vejle Boldklub de la Superliga de Dinamarca.

## Clubes
| Club                 | País         | Año       |
| -------------------- | ------------ | --------- |
| F. C. Midtjylland    | Dinamarca    | 2015-2018 |
| F. C. Dinamo de Kiev | Ucrania      | 2018-2024 |
| NEC Nimega (cedido)  | Países Bajos | 2021-2023 |
| Aarhus GF (cedido)   | Dinamarca    | 2023-2024 |
| Aarhus GF            | Dinamarca    | 2024-2025 |
| Vejle Boldklub       | Dinamarca    | 2025-     |

## Palmarés

### Campeonatos nacionales
| Título                  | Club                 | País      | Año     |
| ----------------------- | -------------------- | --------- | ------- |
| Superliga de Dinamarca  | F. C. Midtjylland    | Dinamarca | 2014-15 |
| Superliga de Dinamarca  | F. C. Midtjylland    | Dinamarca | 2017-18 |
| Supercopa de Ucrania    | F. C. Dinamo de Kiev | Ucrania   | 2019    |
| Copa de Ucrania         | F. C. Dinamo de Kiev | Ucrania   | 2019-20 |
| Supercopa de Ucrania    | F. C. Dinamo de Kiev | Ucrania   | 2020    |
| Liga Premier de Ucrania | F. C. Dinamo de Kiev | Ucrania   | 2020-21 |
| Copa de Ucrania         | F. C. Dinamo de Kiev | Ucrania   | 2020-21 |